# BMX

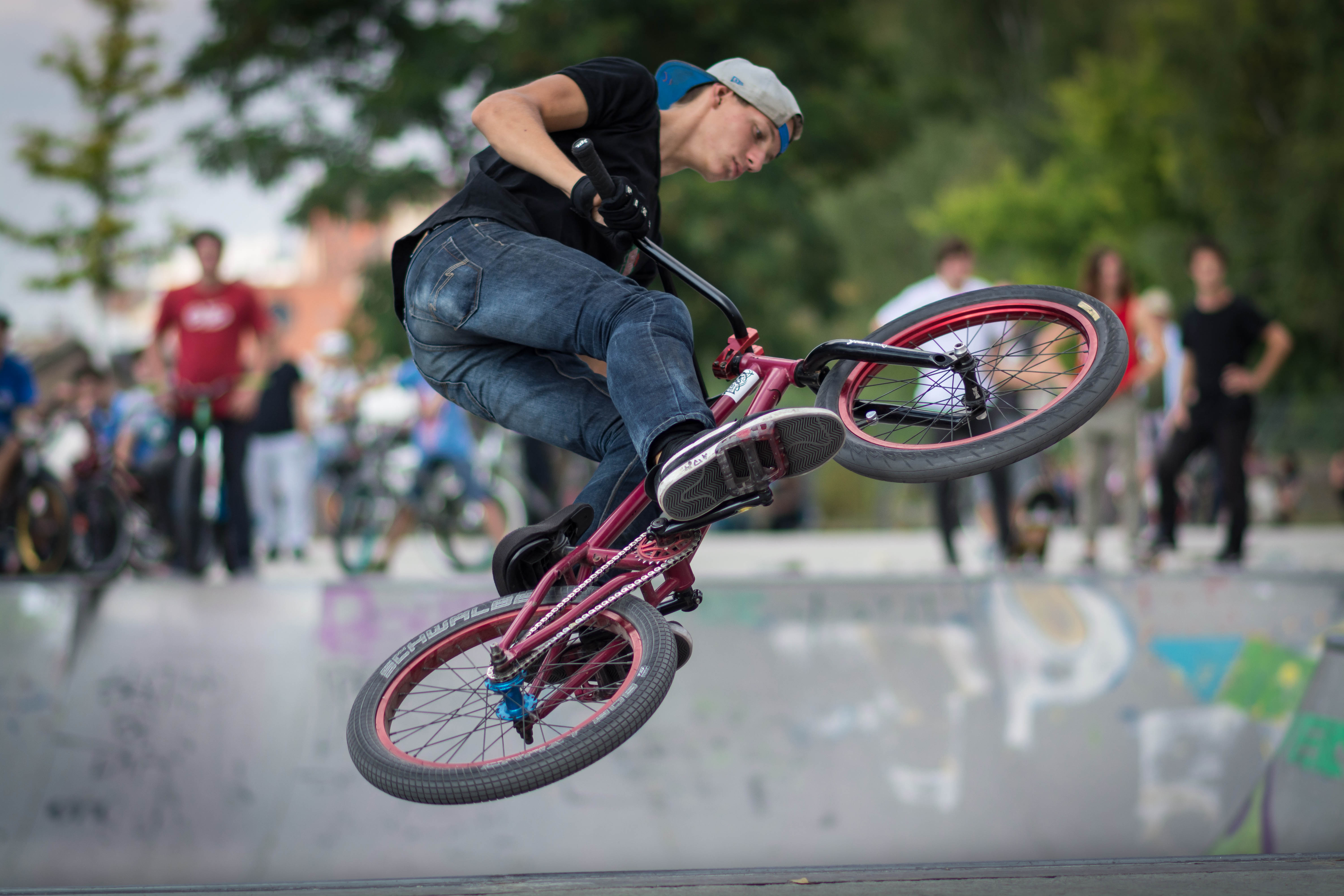
BMX-Fahrer in einer Halfpipe in Berlin

BMX ist die Abkürzung für Bicycle Motocross, wobei das X für das englische Wort cross („Kreuz“ beziehungsweise „durchqueren“) steht. Es handelt sich dabei um eine Ende der 1960er Jahre in den USA entstandene Sportart, bei der Sportler auf einem speziellen Fahrrad mit 20-Zoll-Laufrädern Rennen fahren oder verschiedene Tricks und Stunts ausführen. Der Vorläufer des BMX war Anfang der 1960er Jahre das „Stingray“ der Firma Schwinn, das in weiterentwickelter Form in den 1970er Jahren als Bonanzarad nach Europa kam. Bereits mit den Stingrays trugen Jugendliche in den USA einen mit Sprüngen und Steilkurven versehenen, etwa 400 Meter langen Sandkurs im Kopf-an-Kopf-Rennen gegen sieben Kontrahenten aus. Da die Fahrräder für diesen harten Einsatz eigentlich nicht konzipiert waren, entwickelte man statisch stabilere Rahmen, behielt jedoch den hohen Lenker und das 20-Zoll-Felgenmaß bei: Das erste „echte“ BMX-Fahrrad war entstanden. BMX-Räder waren Anfang der 1980er Jahre bei Kindern und Jugendlichen als Fahrrad sehr in Mode gekommen.

## Disziplinen

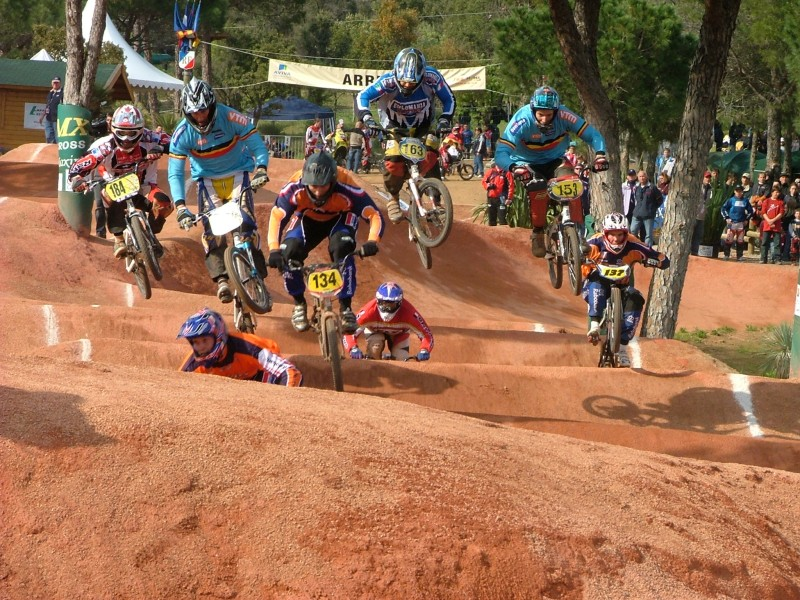
Erste Runde des BMX-Rennens (Race) European BMX Championship in Sainte Maxime, Frankreich am 23. April 2005

Aus der ursprünglichen Form des BMX-Sports entstanden zwei Hauptrichtungen: Racing und Freestyle. Zum Racing gehören die BMX-Rennen mit 20-Zoll-Rädern und 24 Zoll-Rädern (sogenannte Cruiser) sowie BMX-Zeitfahren, zum Freestyle die Disziplinen Flatland, Street, Park, Dirt und Vert.
Gem. UCI-Reglement ist Pumptrack eine Disziplin des Mountainbikesports. Jedoch dürfen neben Mountainbikes auch BMX-Räder verwendet werden, so dass die Disziplin eher eine Zwischenstellung zwischen Mountainbikesport und BMX-Racing einnimmt.

## Das BMX-Rad
Das BMX-Rad entstand unter US-amerikanischen Jugendlichen, die sich für den Motocross-Sport interessierten und sich entweder keine Maschine leisten konnten oder zu jung dafür waren. Kleine Fahrräder wurden mit Motorradlenkern (breit, hochgezogen, mit Querstrebe) ausgestattet und bekamen breitere Bereifung.

### Laufräder, Felgen
Die Laufräder haben bei den ursprünglichen und auch heute meistens gefahrenen BMX-Rädern einen Durchmesser von 20 Zoll und nach ETRTO 406 mm Felgendurchmesser. Typische Reifenbreiten sind 2-2,25" = 51–58 mm.
Es gibt allerdings auch einige mit 24-Zoll-Rädern, die dann BMX-Cruiser genannt werden.
Die Felgen sind meist aus gehärtetem Aluminium gefertigt und eloxiert, um sie beständiger gegen Korrosion und Abrieb zu machen. Hohlkammerfelgen sind Standard, man erreicht damit hohe Steifheit gegen Druck und Verwindung bei relativ wenig Materialgewicht. Stahlfelgen werden so übertroffen.
In den 1980er Jahren waren vor allem glasfaserverstärkte Kunststofflaufräder (Felge, etwa 6 Speichen und Nabengehäuse als ein Teil spritzgegossen) weit verbreitet. Diese sind hoch belastbar. Die Tuff Wheels, wie sie z. B. von der Firma Skyway heißen, wurden damals sowohl im Race als auch im Freestyle benutzt. Im Laufe der Zeit ging man beim Race-Fahren aber wegen des geringeren Gewichts und der Steifigkeit wieder zu den Speichenlaufrädern über. Auch andere Firmen wie OGK und Peregrine produzierten in den 1980er Jahren Kunststofflaufräder, die meist aus Nylon gefertigt wurden. Das besondere Highlight waren damals die Graphite Tuffs von Skyway, die aus einer besonderen Graphitmischung bestanden. Diese waren für damalige Verhältnisse so gut wie unbezahlbar. Skyway hat sich als einziger Kunststofflaufräder-Hersteller von damals gehalten. Sie produzieren nach wie vor Graphites und die regulären Tuff Wheels, jetzt aber mit abgedichteten Industriekugellagern (sealed bearing). Die Kugellager von damals waren meist einfache, nicht vor Staub und Dreck geschützte Kugellager (loose ball bearing).

### Speichen
Üblich sind 36 Stahlspeichen mit variablem Durchmesser, die beim Einspeichen drei- oder vierfach gekreuzt werden. Die in den 90ern beliebten 48 Speichen Laufräder sind heutzutage nicht mehr erhältlich.

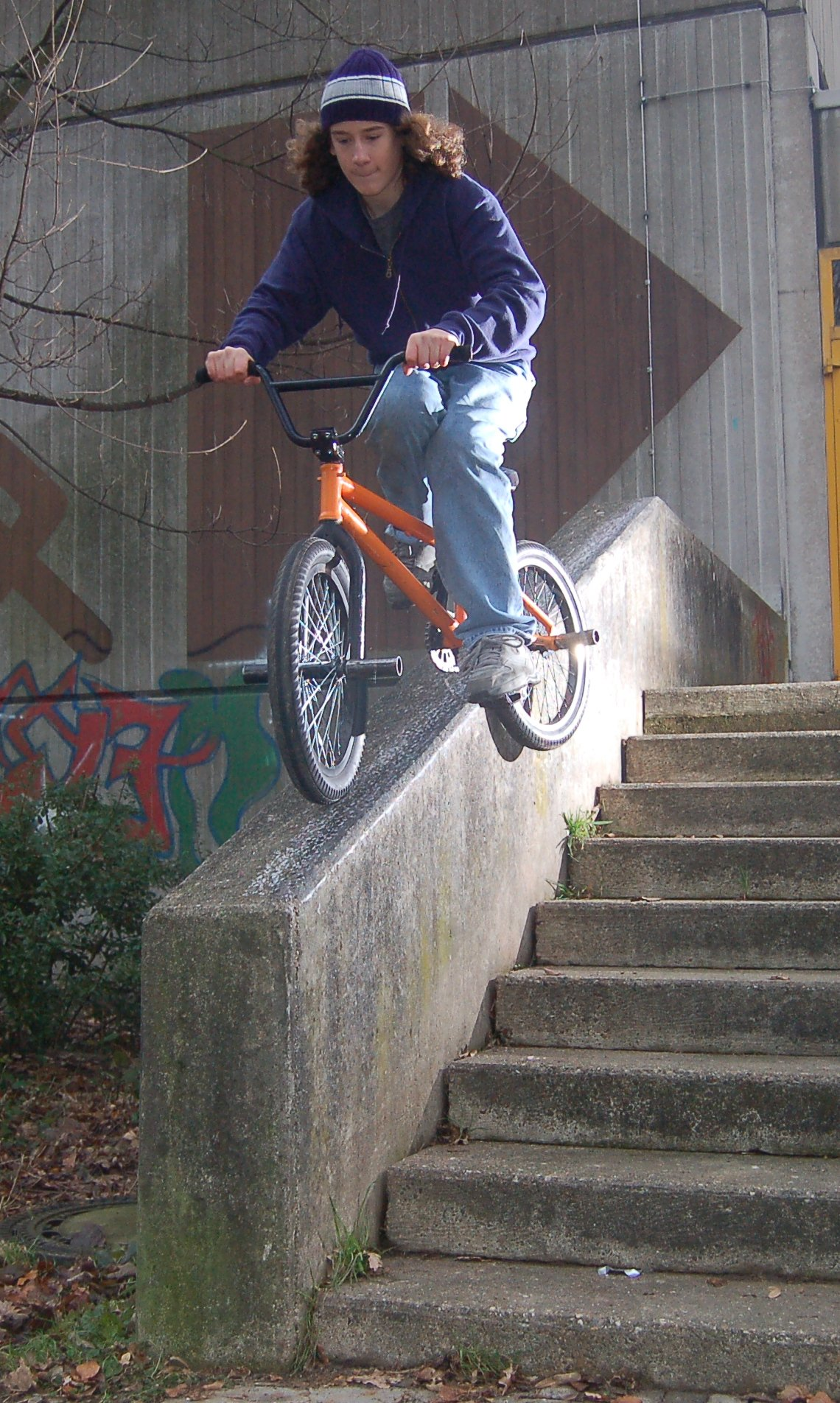
Mit dem Vorderrad und dem hinteren Peg auf der Mauer grindet (rutscht) ein BMX-Fahrer den so genannten Feeble-Grind

### Naben und Achsen
Auch die Naben sind äußerst stabil und laufen auf Stahlachsen von 10 oder 14 mm Durchmesser. Die Achsen sind mitunter durchbohrt, um ihr Gewicht zu reduzieren.
Es gibt Naben, mit denen man rückwärts fahren kann, ohne gleichzeitig nach hinten treten zu müssen. Diese werden häufig im Flatland- und Streetbereich verwendet und nennen sich Freecoaster. Eine Schaltung haben BMX-Räder nicht. Die Übersetzung lässt sich nur durch Austauschen der teils aufgeschraubten Ritzel, der gesamten Nabe oder des Kettenblatts ändern.

### Rahmen, Gabel, Kurbel
BMX Rahmen für Race bestehen meistens aus Aluminium. Die Gabel ist aus Chromo-Stahl, Aluminium oder Carbon. Beim Freestyle wird entweder HiTen-Stahl, oder ein mit Chrom und Molybdän legierter Vergütungsstahl (dt. 25CrMo4, Werkstoffnummer 1.7218; AISI 4130) als Rahmenwerkstoff und für die stärker beanspruchten Teile wie Gabel und Kurbeln verwendet. HiTen ist nicht so stabil, was dazu führt, dass mehr Stahl verwendet werden muss. Dadurch wird das Rad schwerer, weshalb die meisten geübteren Fahrer ausschließlich CrMo fahren. In den letzten Jahren wird auch verstärkt sogenanntes „butted“ oder „fluted“ Rohr verwendet, das heißt, die Rohre haben keine durchgehend gleiche Wandstärke, sondern je nach Beanspruchung unterschiedliche Dicken an verschiedenen Stellen. Dieses Verfahren spart Gewicht ohne Stabilitätseinbußen, wird aber aufgrund des Fertigungsaufwands nur bei hochwertigen CrMo-Rahmen, -Gabeln und -Lenkern angewandt. HiTen wird in Anfänger-Rädern verwendet, da es nicht so hochwertig und dadurch nicht so teuer ist. Das Kettenblatt ist bei Freestyle-BMX-Rädern meistens aus dickem, häufig durchbohrtem Aluminium gefertigt. Einige Teile wie Kurbelachsen, Ritzel, Pegs und Lenkerenden werden auch aus Titanlegierungen gefertigt.

### Pedale
Die Pedale sind recht groß und robust, jedoch fast immer aus einer Aluminiumlegierung, teils auch aus einer Magnesiumlegierung, die sich durch geringes Gewicht auszeichnet. Mittlerweile werden auch immer häufiger Plastikpedale verwendet, da sie in der Herstellung billiger und leichter als die Aluminium- und Magnesiumpedale sind, demgegenüber steht allerdings eine verringerte Haltbarkeit. Plastikpedale werden auch wegen der geringeren Verletzungsgefahr verwendet. Um besseren Halt zu bieten, sind sie bei teureren Modellen mit austauschbaren Stahlstiften versehen. Günstigere Modelle haben meist offene Kugellager, während in teureren Modellen langlebigere Industrielager eingesetzt werden. Dazu gibt es im Race-Bereich noch die aus dem Mountainbike-Sport bekannten SPD-Pedale („Klick“), mit denen noch höhere Geschwindigkeiten und schnellere Starts möglich sind, da sie ein „ziehen“ am hinteren Pedal ermöglichen.

### Bremsen
Verwendet werden im Freestyle-Bereich meistens so genannte U-Brakes, die U-förmig um das Rad greifen. Sie haben keine optimale Bremsleistung, stehen aber nicht so weit vom Rahmen ab, wodurch sie bei Stürzen und Hängenbleiben an Gegenständen mehr aushalten und sich außerdem sehr gut dosieren lassen. Teilweise werden mit Teflon beschichtete Bowdenzüge verwendet und je nach Vorliebe des Fahrers verschiedene Vorrichtungen, um das Drehen des Lenkers zu ermöglichen. Für die Vorderbremse wird der Bremsbowdenzug hierfür durch den Gabelschaft geleitet und von unten an die Bremse angeschlossen. Die Bowdenzüge der Hinterradbremse teilen sich kurz nach dem Bremshebel und werden in ein unterhalb des Vorbaus angebrachtes Lager (das „Rotor“ genannt wird) geleitet, das bei Betätigung der Bremse auf dem Gabelschaft auf- und abwandert. Als Alternative wird oft auch ein langer Bremsbowdenzug verwendet. Die Anzahl der Bremsen sowie die Nutzung solcher Vorrichtungen hängt vom Einsatzbereich und den Vorlieben des Fahrers ab. Streetfahrer haben meistens gar keine oder nur eine Hinterbremse, die über einen langen Bowdenzug mit dem Bremshebel verbunden ist. Dies ermöglicht das Drehen des Lenkers um 360 Grad und ist eine sehr wartungsarme Ausführungsart. Rampenfahrer sind oft mit einer Hinterradbremse und einem Rotor anzutreffen, Flatlander fahren meistens ohne oder nur mit einer Vorderradbremse, deren Kabel durch die Gabel verlegt ist.
Im Race-Bereich werden V-Brakes oder Scheibenbremsen verwendet.
Viele Freestyler fahren ohne Bremsen (Brakeless), da sie die Bremshebel und Kabel als störend empfinden (z. B. bei Tricks wie Tailwhips oder Barspins) oder mehr Radkontrolle aufbauen möchten. Sie bremsen mit den Schuhen, die sie an der Gabel oder dem Hinterbau des Rahmens anlegen und dann mit den Fußballen auf den Reifen drücken.

### Pegs
Im Freestyle und insbesondere in den Disziplinen Flatland und Street finden sogenannte Pegs Verwendung. Dabei handelt es sich um etwa  10 cm lange Metallrohre, die mit Hilfe der Radmuttern und einem Steckschlüssel an Vorder- und Hinterrad befestigt werden und die Achsen verlängern. Je nach Einsatzzweck sind diese entweder aus Aluminium (für Flatland) oder Stahl (für Street) oder aus einer Mischung. So gibt es auch Aluminiumpegs, die mit einem auswechselbaren Stahlmantel überzogen sind, um das Gewicht niedrig zu halten. Flatlandpegs haben meist eine gerändelte Oberfläche oder sind mit Griffband (Griptape vom Skateboarding) beklebt. Pegs für Street oder Rampe sind glatt, da sie hauptsächlich zum Grinden verwendet werden. Auch die Anzahl der Pegs variiert: Während Flatland und Streetfahrer meist sowohl vorne als auch hinten auf beiden Seiten Pegs haben, nutzen Rampenfahrer oft nur Pegs auf der Seite auf der sie grinden. Beim Dirtjumpen und Racing werden generell keine Pegs verwendet.

## BMX im 21. Jahrhundert
BMX-Räder traten unter anderem in den Kinofilmen BMX Bandits und E.T. in Erscheinung und gewannen 1996 durch die amerikanischen Extreme Games (später X-Games) weiter an Popularität. Inzwischen hat sich der Sport mit zwei internationalen, von Fahrern organisierten und akzeptierten, Wettbewerbsserien etabliert und wird von einer Industrie getragen, die sich weitgehend vom konventionellen Fahrradmarkt abgeschottet hat und zum Großteil von Fahrern selbst betrieben wird.

### Bekannte BMX-Fahrer
Einer der bedeutendsten BMX-Fahrer, der die Sportart in einigen Bereichen weiterentwickelt hat, ist Mat Hoffman. Der Amerikaner aus Oklahoma City hat mehrere Tricks erfunden und auf dem Höhepunkt seiner Karriere nahezu alle Wettbewerbe gewonnen. Heute ist Hoffman Inhaber der BMX-Marke Hoffman Bikes.
In Deutschland zählen Stephan Prantl und Thomas Stellwag zu Sportlern „der ersten Stunde“ und machten BMX im Deutschland der 1980er und 1990er Jahren bekannt. Markus Wilke, der mehrfache Weltmeister, Europameister und Deutsche Meister, gewann im Jahr 2000 die X-Games-Medaille in Silber. Er gehörte zu dieser Zeit den deutschen Fahrern, die Weltklasse fuhren und zu internationalen Ruhm gelangten.
Luis Brethauer (TSV Betzingen) und Maik Baier (MSC Bönnigheim) waren 2012 die ersten deutschen Olympiateilnehmer. 2013 gewann Luis als erster deutscher BMX-Fahrer eine Medaille bei den Weltmeisterschaften. In Auckland/Neuseeland belegte der sechsfache Deutsche Meister Platz drei.
In Österreich sind Benno Hankowetz (Ex-Weltmeister in der Disziplin Miniramp, Teilnehmer bei den X-Games, Best Trick bei den X-Games), Michael Sommer (Weltmeister im Jahr 2005 in der Disziplin Flatland) sowie Thomas Zronek (Street), Markus Humer (Dirt), Gregor Waldner (Street/Vert/Flatland), Senad Grosic (Park) und Nikolaus Ratay (Dirt) die bekannten Größen.
Zu den bekanntesten männlichen BMX-Fahrern gehören Maris Strombergs (LAT), Liam Philipps (GBR), Barry Nobles (USA), Connor Fields (USA), Dimi Dimitriou (GRE), Niek Kimman (NLD), Joris Daude (FRA), Jonathan Camacho (ECU) und Chris Böhm (GER).
Zu den bekanntesten weiblichen BMX-Fahrerinnen gehören Nina Buitrago (USA), Cory Coffey (USA), Camila Harambour (CHL), Laura Smulders (NED), Angie Marino (USA), Mini Park (SKO), Mariana Pajón (KOL), Zandile Mkwanazi (GER), Nadja Pries (GER) und Rebecca Berg (GER).

### Medien
Das einzig verbliebene BMX-Magazin im Freestyle-Bereich ist Freedombmx, welches seit 2015 nur noch als Webseite besteht. Es wurde im Jahre 1993 gegründet und brachte es auf 124 Ausgaben. Heutzutage druckt Freedombmx in unregelmäßigen Abständen Sonderausgaben und beschränkt sich ansonsten auf Berichterstattung im Internet. WoozyBMX ist der größte deutsche und europäische BMX-Magazin-Youtube-Kanal mit dazugehöriger Nachrichten-Website. Darüber hinaus gibt es für die BMX-Race-Szene ein Magazin namens BMX – Das Neueste, das es lediglich auf den Race-Wettkämpfen zu kaufen gibt. Für den Bereich Trainingslehre im BMX-Rennsport gibt es ein Trainingsskript.
BMX-Magazine in Deutschland
- 1982-1984: BMX Spezial
- 1983-1986: Speed (Jump)
- 1986-1986: BMX Sport
- 1991-1993: Freestyle BMX
- 1991-1992: Monster BMX
- 2001-2010: Zwanzig Zoll
- 2012-2016: BMX Rider
- seit 1993: Freedom BMX

## Wettbewerbe

### Olympische Sommerspiele
Nach dem Beschluss des Exekutivkomitees des Internationalen Olympischen Komitees (IOC) Mitte 2003 wurde das BMX-Racing 2008 olympisch. Bei den Olympischen Spielen 2008 in Peking wurden zwei BMX-Wettbewerbe ausgetragen, die ersten Olympiasieger waren bei den Männern der Lette Māris Štrombergs bei den Frauen die Französin Anne-Caroline Chausson. Bei den Olympischen Sommerspielen 2020 in Tokio werden erstmals Wettbewerbe im BMX-Freestyle in der Disziplin Park ausgetragen.

### Weltmeisterschaften

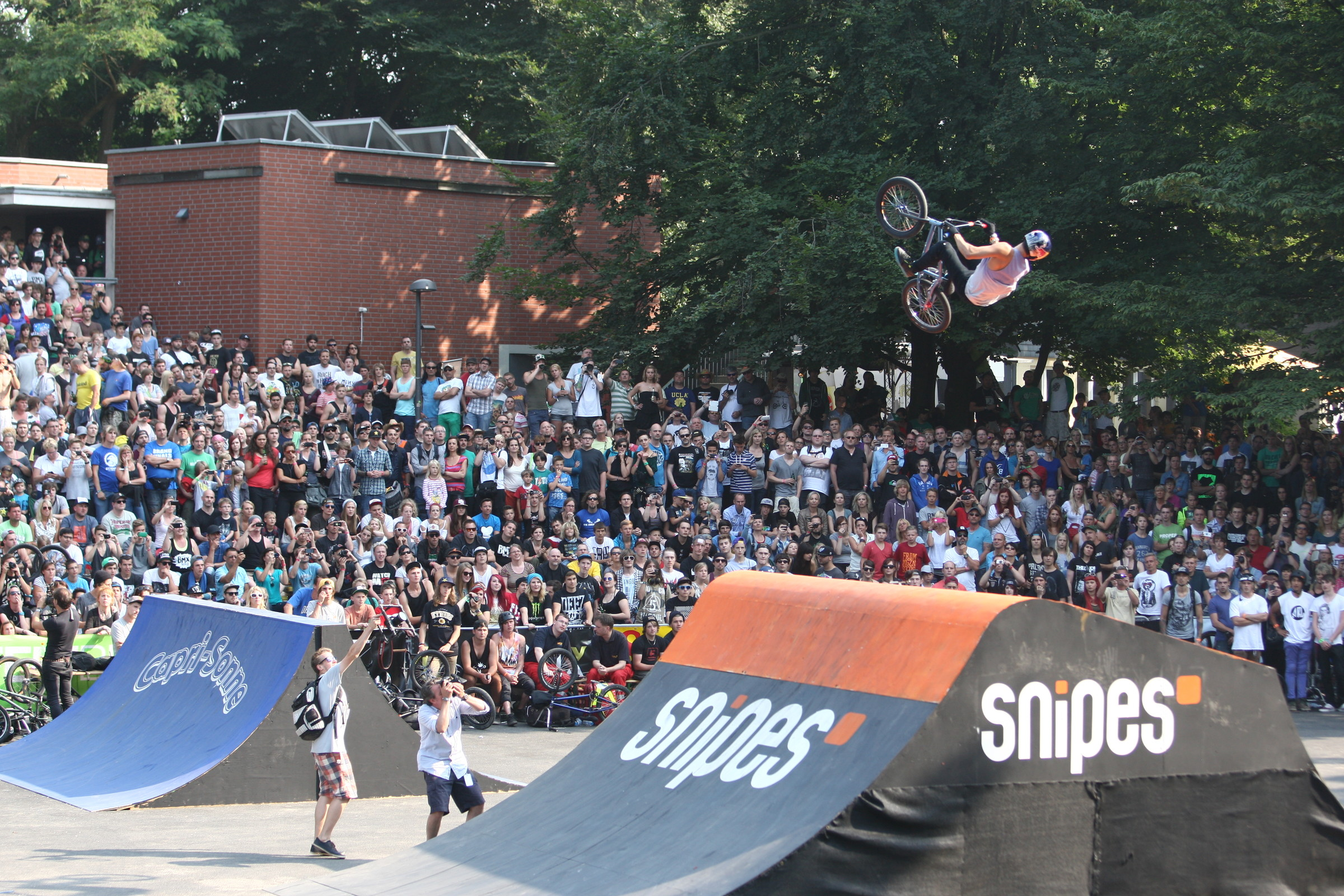
Park-Disziplin, BMX Worlds 2013

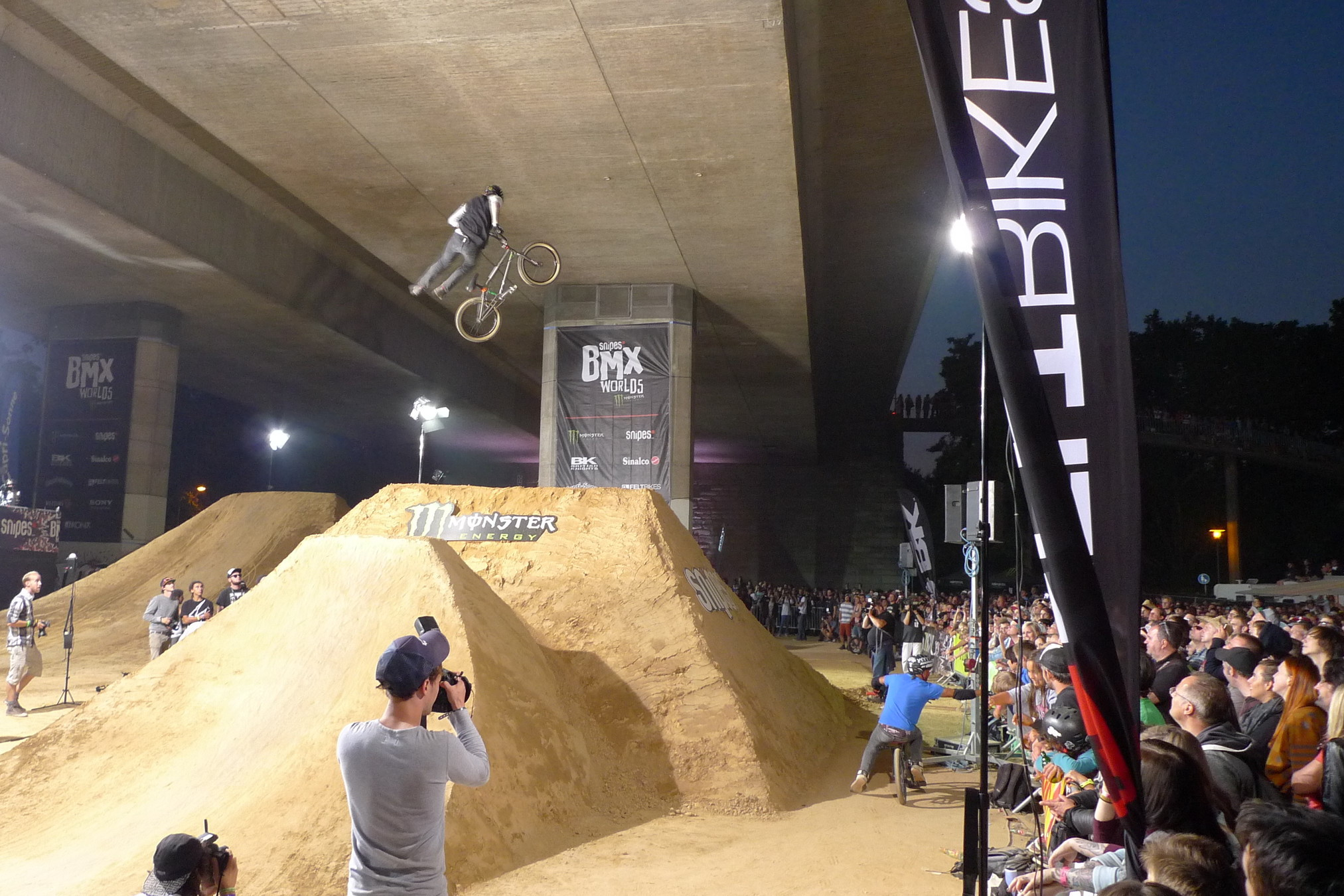
Dirt-Disziplin, BMX Worlds 2013

Seit 1986 findet, bis auf einige Ausnahmen, jedes Jahr eine BMX-Freestyle-Weltmeisterschaft statt. Da es lange keinen Dachverband gab, wurden diese meist von engagierten Einzelnen in ihren jeweiligen Ländern ausgerichtet. Seit 2017 werden die Weltmeister durch die UCI bei den UCI-Urban-Cycling-Weltmeisterschaften ermittelt.
Im BMX-Racing finden seit 1996 die UCI-BMX-Race-Weltmeisterschaften statt, zuvor gab es bereits seit 1982 Weltmeisterschaften der IBMXF und seit 1985 Weltmeisterschaften der FIAC, aus der die UCI hervorging. Zwischen 1985 und 1990 gab es pro jeweils zwei konkurrierende Weltmeisterschaften im BMX Racing. Ab 1991 bis 1995 liefen die Meisterschaften unter der Schirmherrschaft beider Dachverbände, bis sie dann 1996 das erste Mal ausschließlich von der UCI ausgetragen wurden.
Liste der Weltmeisterschaften im BMX-Freestyle
- 1986: Vancouver, Kanada
- 1987: Diverse Orte, Großbritannien
- 1988: Manchester, Großbritannien
- 1989: Saint-Ouen, Frankreich
- 1990: Kenn (bei Trier), Deutschland
- 1991: Aalborg, Dänemark (Erster „Street“(Park)-Wettbewerb sowie ein zweifelhafter „Team“-Wettbewerb)
- 1992: Budapest, Ungarn
- 1993: Limoges, Frankreich
- 1994: Köln (Northbrigade, Köln-Weidenpesch), Deutschland
- 1995: Austragung in den USA geplant aber nicht durchgeführt
- 1996: Köln (Kölner Jugendpark, Köln-Deutz), Deutschland
- 1997: Eindhoven, Niederlande
- 1998: Portimao, Portugal
- 1999: Madrid, Spanien
- 2000: Köln (Kölner Jugendpark, Köln-Deutz), Deutschland
- 2001: Geplant für Toulouse, Frankreich aber ausgefallen
- 2002: Köln (Kölner Jugendpark, Köln-Deutz), Deutschland
- 2003: Beja, Portugal
- 2004: Köln (Kölner Jugendpark, Köln-Deutz), Deutschland
- 2005: Prag, Tschechien
- 2009: Köln (Kölner Jugendpark, Köln-Deutz), Deutschland
- 2010: Geplant in Prag, Tschechien, aber  ausgefallen
- 2012: Köln, BMX-Worlds (Kölner Jugendpark, Köln-Deutz), Deutschland
- 2013: Köln, BMX-Worlds (Kölner Jugendpark, Köln-Deutz), Deutschland
- 2019: Köln, BMX Cologne im (Kölner Jugendpark, Köln-Deutz), Deutschland

### Weltcups
Im BMX-Racing richtet die UCI jährlich den UCI BMX Supercross World Cup aus.

### Europameisterschaften
Sowohl im Racing als auch im Freestyle werden durch die European Cycling Union (UEC) jährlich Europameisterschaften ausgetragen.